# Esterfeld
Esterfeld ist ein Meppener Stadtteil am linken Ufer der Ems, es ist zurzeit der Stadtteil mit den meisten Einwohnern. Der Stadtteil ist überwiegend geprägt durch Einzel-, Doppel- und Reihenhausbebauung, aber es sind auch reichlich mehrgeschossige Wohngebäude entstanden (vorwiegend seit den 1970er Jahren).

## Geschichte
Esterfeld ist ein altes Siedlungsgebiet. Ältester bekannter Name ist Ezi, wofür bisher keine genügende Erklärung gefunden wurde.
Bis zum Ende des Ersten Weltkriegs war nur der Bereich entlang des heutigen Schullendamms und der Versener Straße besiedelt. Viele nicht bebaute Flächen waren landwirtschaftlich genutzt. Nach dem Ersten Weltkrieg kam es ab 1920 zu kleineren Siedlungserweiterungen ausgehend von den bestehenden Siedlungsbereichen. Die größte Wachstumsphase fand nach dem Zweiten Weltkrieg statt. Nachdem Esterfeld durch Eindeichungen gegen Hochwasser der Ems geschützt war, wurden große Bereiche zwischen 1950 und 1980 neu erschlossen und bebaut. In den letzten Jahren kamen weitere Gebiete hinzu und einst gewerblich genutzte Flächen wurden mit Wohnhäusern bebaut. Außerdem kam es auch zu einer starken Nachverdichtung des Stadtteils; die einst großen Gärten wurden vielfach mit weiteren Häusern bebaut.

### Religion
In Esterfeld befinden sich das Gemeindezentrum St. Maria zum Frieden (römisch-katholisch), die Bethlehem-Kirche (evangelisch-lutherisch), das Gemeindezentrum der evangelisch-reformierten Kirchengemeinde und der Königreichssaal der Zeugen Jehovas.

## Kultur und Sehenswürdigkeiten

### Theater
Im Esterfelder Forst (am Nordrand des Stadtteils) befindet sich die „Emsländische Freilichtbühne Meppen“, in der Saison – zwischen Mai bis September – werden in der Regel ein Stück für Kinder und eine Inszenierung für Erwachsene angeboten.

### Bauwerke
Von weiten schon gut zu sehen ist der Meppener Fernmeldeturm, der sich in der Nähe der Anschlussstelle Meppen-Esterfeld der Bundesstraße 70 befindet.

### Parks
Im Norden angrenzend befindet sich der Esterfelder Forst in dem unter anderem das Esterfelder Moor liegt.

### Sport
In Esterfeld liegt das Waldstadion, die Heimstätte des Sportvereins SV Union Meppen, es wurde am 14. August 1966 feierlich an der Straße „Am Waldstadion“ eingeweiht und befindet sich an der Versener Straße auf dem Weg nach Versen.

## Wirtschaft und Infrastruktur
Die ehemals bestandenen Gewerbegebiete (überwiegend Bau- und Speditionsgewerbe) sind inzwischen überwiegend durch Wohnbebauung ersetzt worden. Im Stadtteil befinden sich heute fast nur noch Einzelhandels- und andere Dienstleistungsbetriebe.

### Verkehr
Straßenverkehr
Die Anschlussstelle Meppen-Esterfeld der Bundesstraße 70 befindet sich am Schullendamm. Über den Schullendamm besteht in Fahrtrichtung Osten eine Verbindung zum historischen Stadtzentrum von Meppen (K 229). In Fahrtrichtung Westen zweigt vom Schullendamm nach etwa 800 m die Versener Straße (K 229) in Richtung Norden zum Ortsteil Versen ab, in Versen besteht eine Verbindung zur Bundesstraße 402 (E 233), die in Ostwestrichtung verläuft und in Richtung Westen die Bundesautobahn 31 kreuzt. Ab der Versener Straße geht der Schullendamm in die Fullener Straße über die zu den benachbarten Ortsteilen Rühle und Fullen, sowie zur Nachbargemeinde Twist (hier besteht eine weitere Verbindung zur Bundesautobahn 31) führt und weiter in die Niederlande (L 47).
Weitere für den Stadtteil Esterfeld wichtige Erschließungsstraßen sind außerdem die Esterfelder Stiege, die Kleiststraße und die Uhlandstraße. Bis auf einige Ausnahmen (unter anderen die oben genannten Straßen) gilt in ganz Esterfeld eine Geschwindigkeitsbegrenzung von 30 km/h.
ÖPNV (Öffentlicher Personennahverkehr)
Neben dem im Stundentakt verkehrenden Stadtbus verlaufen drei Linien des Regionalverkehrs durch den Stadtteil (Linie 919 Haren – Wesuwe – Meppen, Linie 926 Schöninghsdorf – Meppen und Linie 929 Twist – Rühlerfeld – Meppen).
Nachts (von Samstag auf Sonntag) verkehrt die Linie N 7 (Meppen – Geeste – Lingen) der Nachteule.

### Bildung
In Esterfeld befindet sich eine Grundschule (Marienschule), eine Haupt- und Realschule (Anne-Frank-Schule), eine Förderschule (Pestalozzischule), sowie zwei Kindergärten. Außerdem befindet sich hier die Musikschule des Emslandes mit jährlichen kulturellen Veranstaltungen.

## Bildergalerie

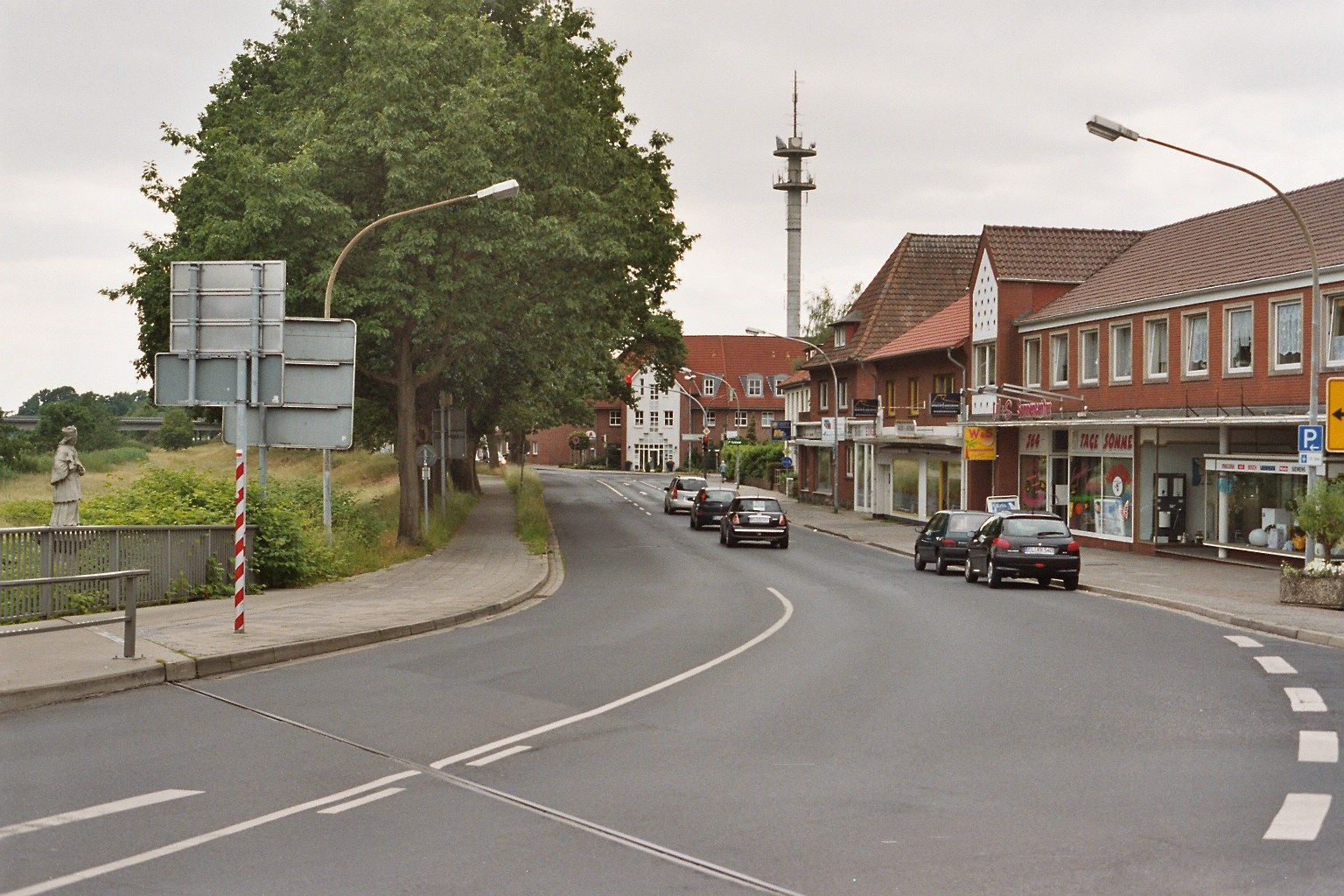
Schullendamm
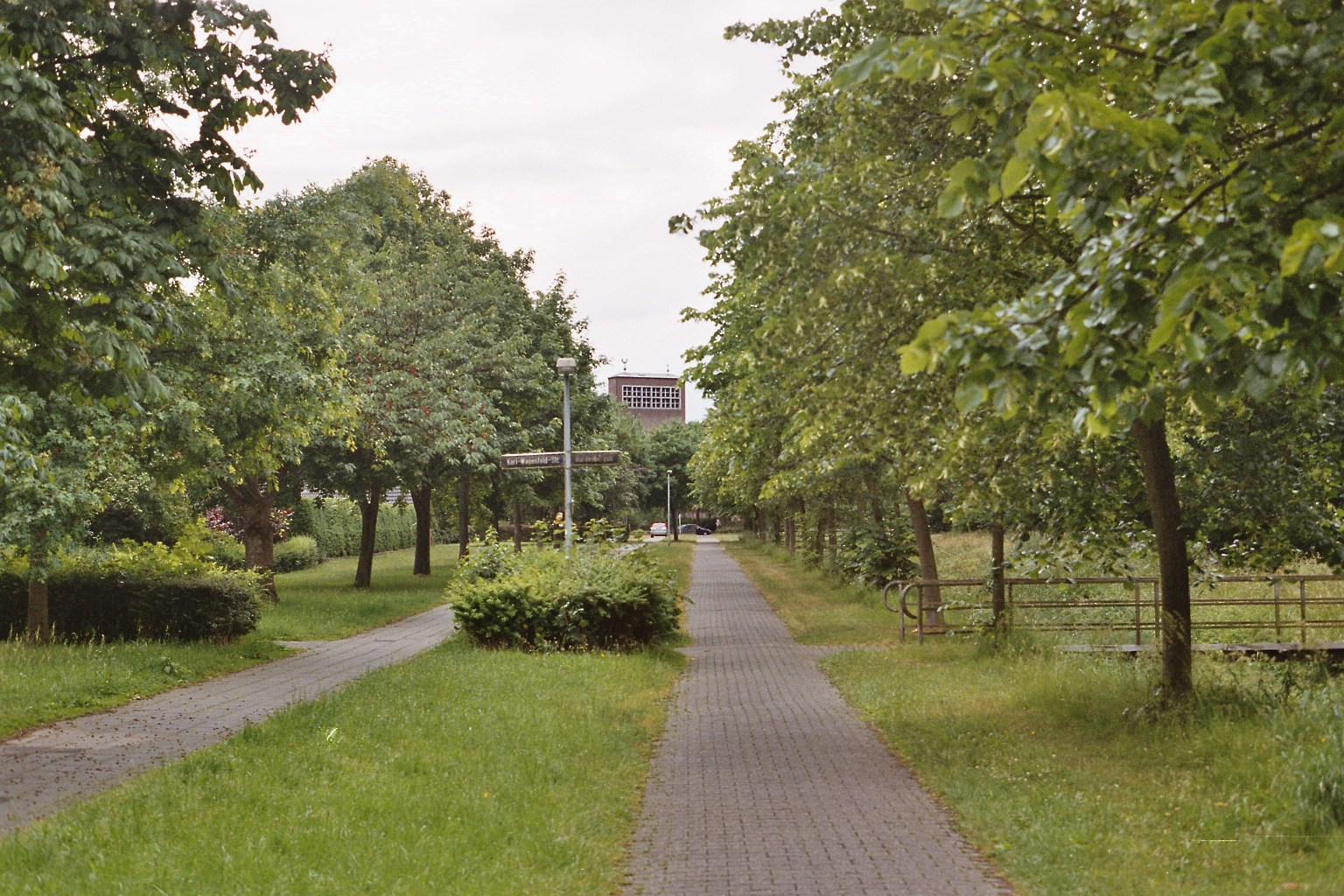
Goetheallee
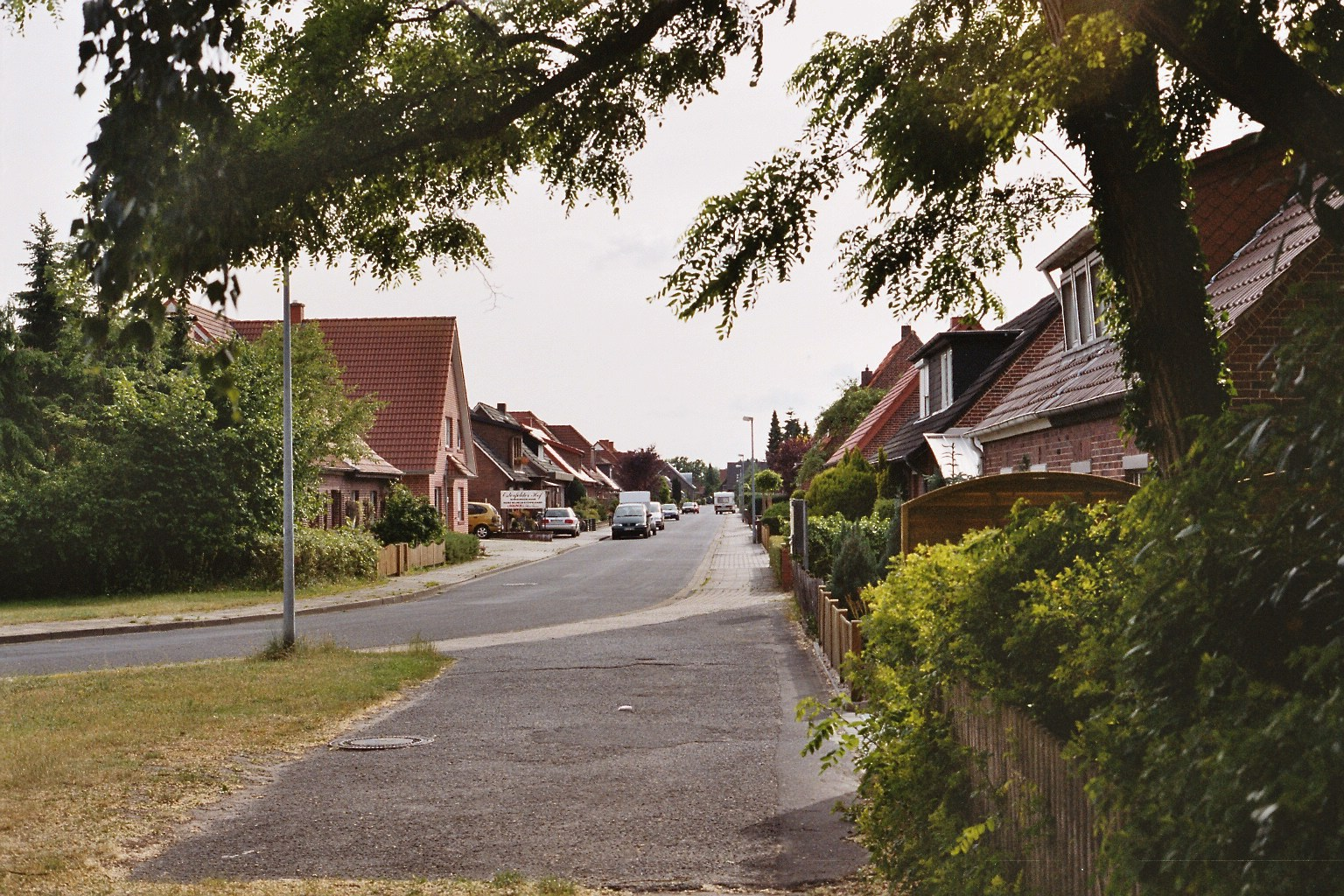
Fuller Kirchweg
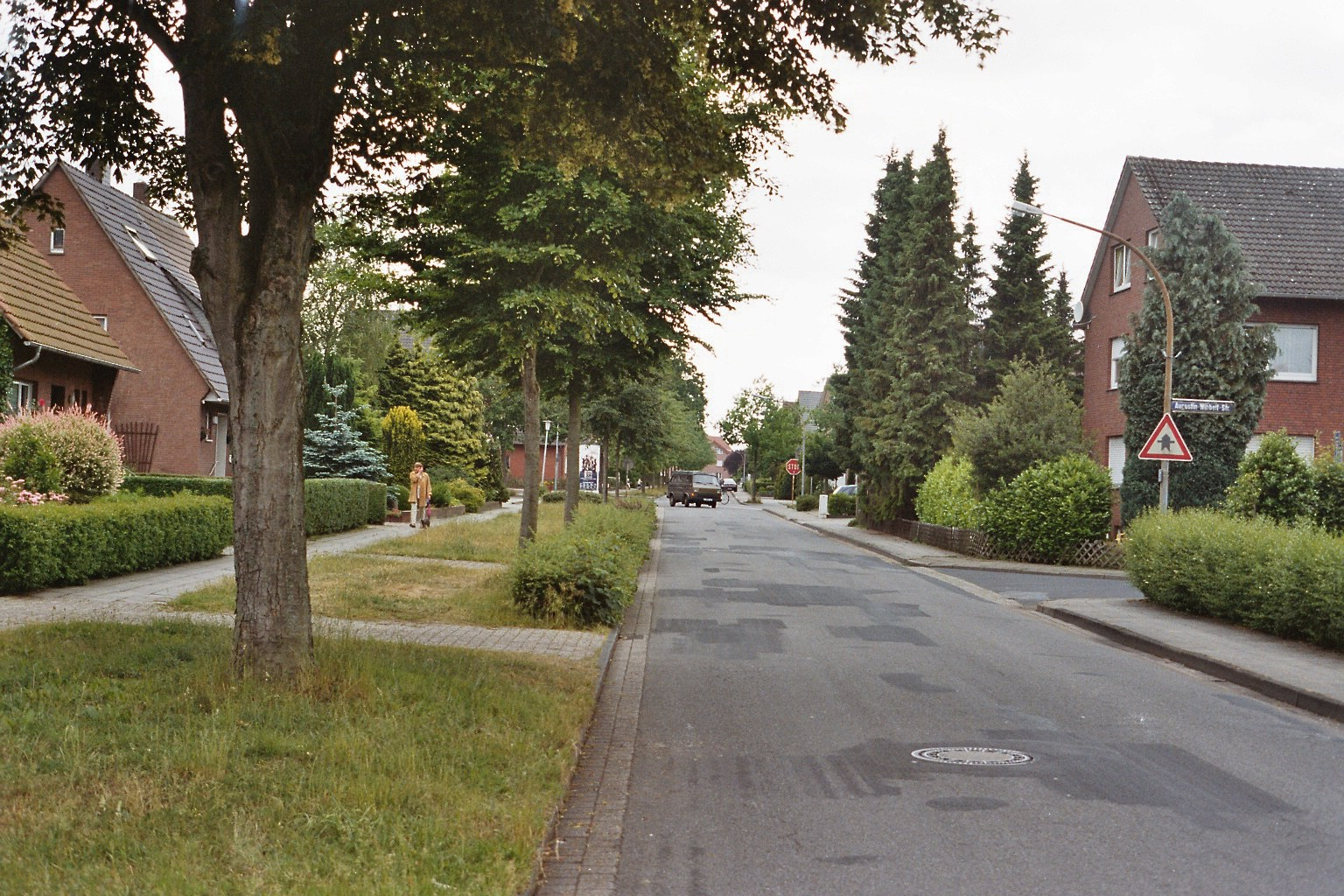
St.-Georg Straße
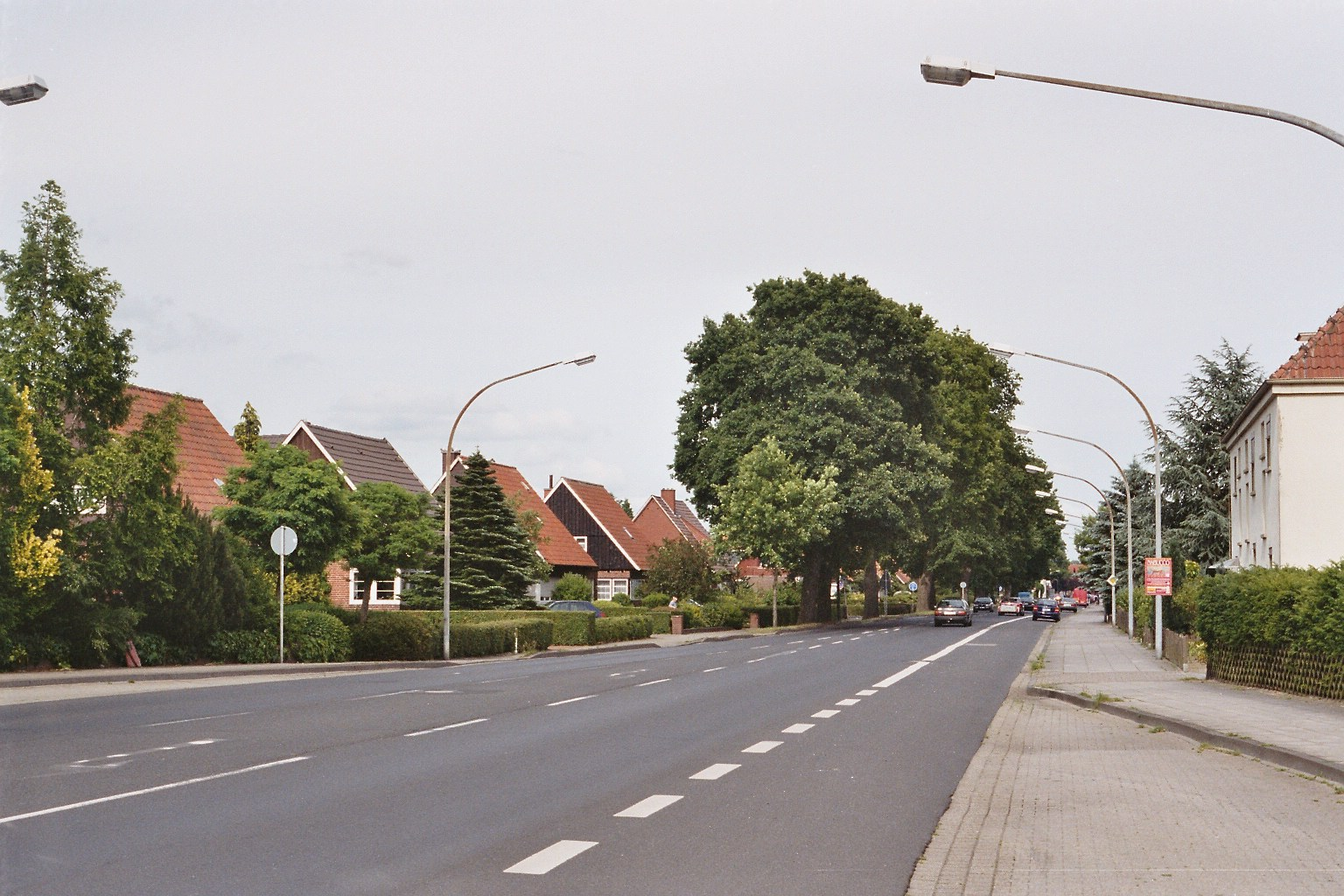
Fullener Straße
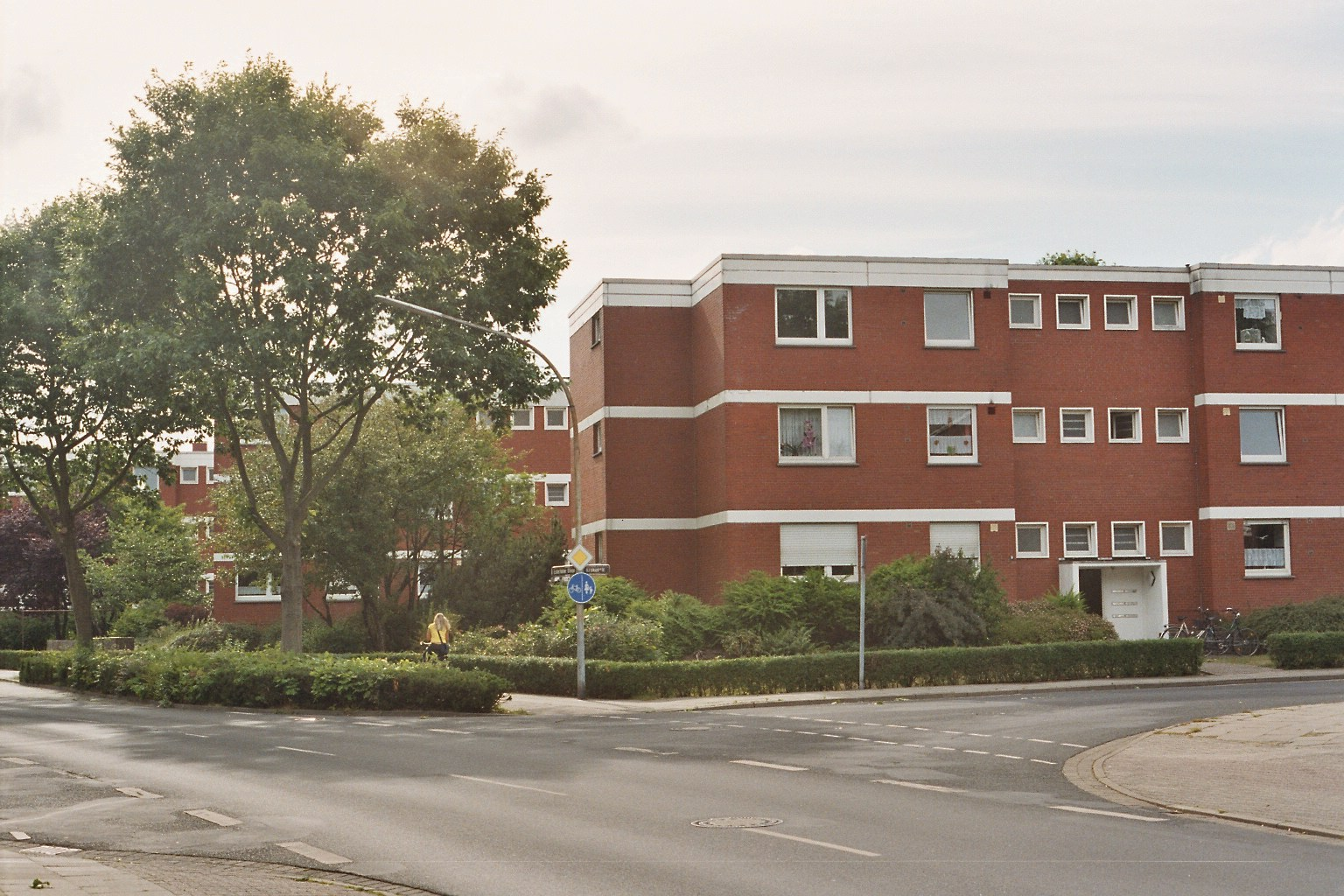
Esterfelder Stiege
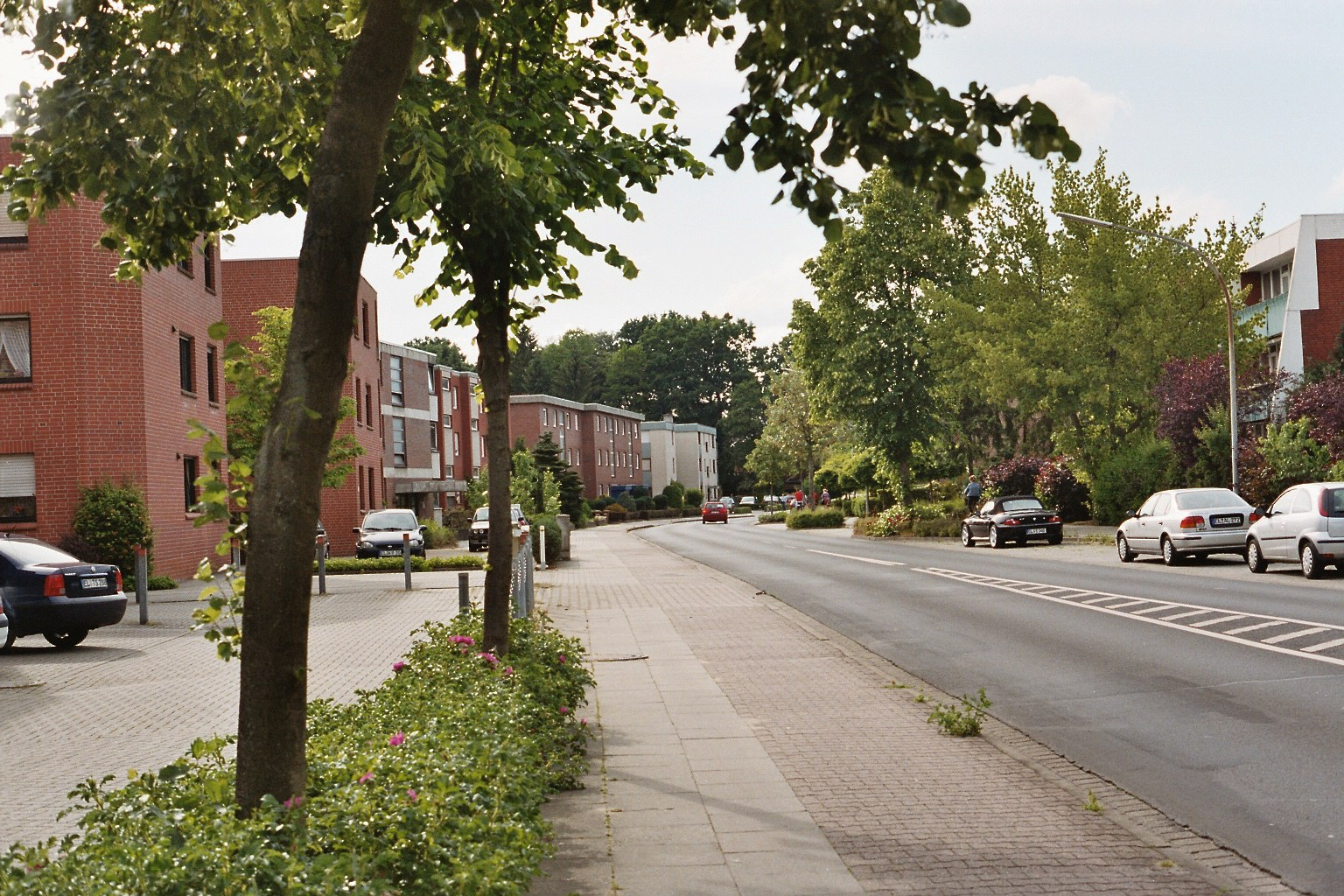
Esterfelder Stiege